# 2億4千万の瞳-エキゾチック・ジャパン-
「2億4千万の瞳-エキゾチック・ジャパン-」（におくよんせんまんのひとみ・エキゾチック・ジャパン）は、1984年2月25日に発売された郷ひろみ50作目のシングル。

## 解説
前作「シャトレ・アモーナ・ホテル」以来、約2ヶ月ぶりとなるリリース。

## 音楽性

### 2億4千万の瞳 -エキゾチック・ジャパン-
山口百恵のキャンペーンソングが人気を呼んだ「いい日旅立ち」に続いて行われた日本国有鉄道（国鉄）最後のキャンペーン「エキゾチック・ジャパン」キャンペーンソング。曲の初披露は、座席を取り外した東海道新幹線の0系車内に報道陣・招待客を集め行われた。なお、列車は実際に東京発新大阪行の臨時「ひかり」として運行された。
曲名の由来は、壺井栄の『二十四の瞳』と、本作が発売された当時の日本の総人口が約1億2千万人であり（発売の翌年である1985年の国勢調査における日本の総人口は121,048,923人）、瞳の数が2億4千万からとされている。
作詞の売野雅勇は「人称代名詞を使わない」コンセプトで詞を書いたという。
2021年8月6日に、YouTubeチャンネル『THE FIRST TAKE』にて、本曲が披露された。
この曲がヒットして以降、郷を形容するために「ジャパ〜ン」という表現が使われるようになったといわれている。

## チャート
オリコン調べで21.3万枚のセールスを記録した。ジャケット写真は篠山紀信によって撮影された。

## 収録曲
| #  | タイトル                                  | 作詞       | 作曲     | 編曲     |
| -- | ----------------------------------------- | ---------- | -------- | -------- |
| 1. | 「2億4千万の瞳 -エキゾチック・ジャパン-」 | 売野雅勇   | 井上大輔 | 井上大輔 |
| 2. | 「抱きあえば」                            | 岡田冨美子 | 漢那真昭 | 川村栄二 |

## カバー
| アーティスト | 収録作品             | 発売日         | 規格品番   | 備考                                              |
| ------------ | -------------------- | -------------- | ---------- | ------------------------------------------------- |
| JOHN DESIRE  | 『HAPPY PARADISE 2』 | 2001年7月11日  | TOCP-64117 | 全編英語歌詞 「EXOTIC JAPAN」のタイトルでカバー。 |
| 及川光博     | 『GOLD SINGER』      | 2004年12月22日 | WTCS-1001  |                                                   |

## その他
2007年、BSデジタル放送10局共同による『GO! BSデジタル3000万!!!』（BSデジタル放送普及3000万世帯突破）というキャンペーンとして、本作をアレンジしたキャンペーンソングが用いられた。